# Arytera morobeana
Arytera morobeana är en kinesträdsväxtart som beskrevs av H. Turner. Arytera morobeana ingår i släktet Arytera och familjen kinesträdsväxter. Inga underarter finns listade i Catalogue of Life.